# Callum Marshall
Callum Marshall (Glengormley, 28 de noviembre de 2004) es un futbolista británico que juega en la demarcación de delantero para el West Ham United F. C. de la Premier League.

## Selección nacional
Tras jugar con la selección de fútbol sub-18 de Irlanda del Norte y la sub-19 hizo su debut con la selección absoluta el 16 de junio de 2023 en un partido de clasificación para la Eurocopa 2024 contra Dinamarca que finalizó con un resultado de 1-0 a favor del combinado danés tras el gol de Jonas Wind.

## Clubes
| Club                                | País              | Año       | Partidos | Goles |
| ----------------------------------- | ----------------- | --------- | -------- | ----- |
| Linfield F. C.                      | Irlanda del Norte | 2021-2022 | 4        | 1     |
| West Ham United F. C.               | Inglaterra        | 2023-2024 | 1        | 0     |
| West Bromwich Albion F. C. (cedido) | Inglaterra        | 2024      | 3        | 0     |
| Huddersfield Town A. F. C. (cedido) | Inglaterra        | 2024-2025 | 46       | 10    |
| West Ham United F. C.               | Inglaterra        | 2025-     |          |       |